# Clube de Regatas Brasil
A Clube de Regatas Brasil, röviden CRB, labdarúgócsapatát 1912. szeptember 20-án alapították Maceió városában. Alagoano állam bajnokságában, és a brazil országos bajnokság másodosztályában, a Série B-ben szerepel.

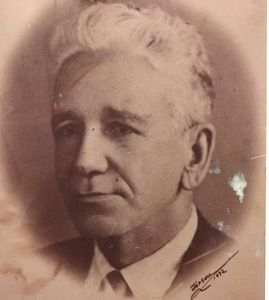
Lafaiete Pacheco, a CRB egyik alapítója

## Története
A csapatot evezős klubként 1912. szeptember 20-án alapította Lafaiete Pacheco és Antonio Vianna. 1913-ban Aroldo Cardoso Zagallo, Mario Zagallo édesapja volt a labdarúgó egyesület elnöke, igaz ez idő tájt még nem a labdarúgás, hanem az evezés volt a központban. 1916-ban, vásároltak egy területet, majd 1921-ben átadták Alagoas állam első stadionját a Estádio da Pajuçara-t. 1962-ben feljutottak az akkor még Taça Brasil-nak keresztelt országos bajnokságba, ahol egészen 1984-ig 11 alkalommal szerepeltek.

## Sikerlista

### Állami
- 30-szoros Alagoano bajnok: 1927, 1930, 1937, 1938, 1939, 1940, 1950, 1951, 1961, 1964, 1969, 1970, 1972, 1973, 1976, 1977, 1978, 1979, 1983, 1986, 1987, 1992, 1993, 1995, 2002, 2012, 2013, 2015, 2016, 2017

## Játékoskeret
2017-ben
| # |     | Poszt | Név               |
| - | --- | ----- | ----------------- |
|   | BRA | K     | Bruno             |
|   | BRA | K     | Cris              |
|   | BRA | K     | Edson Kölln       |
|   | BRA | K     | Juliano           |
|   | BRA | V     | Adalberto         |
|   | BRA | V     | Audálio           |
|   | BRA | V     | Everton           |
|   | BRA | V     | Flávio Boaventura |
|   | BRA | V     | Gabriel           |
|   | BRA | V     | Edson Ratinho     |
|   | BRA | V     | Eduardo           |
|   | BRA | V     | Marcos Martins    |
|   | BRA | V     | Rafinha           |
|   | BRA | V     | Diego             |
|   | BRA | V     | Pedro Botelho     |
|   | BRA | KP    | Tinga             |
|   | BRA | KP    | Jorginho          |

| # |     | Poszt | Név           |
| - | --- | ----- | ------------- |
|   | BRA | KP    | Olívio        |
|   | BRA | KP    | Rodrigo Souza |
|   | BRA | KP    | Adriano       |
|   | BRA | KP    | Chico         |
|   | BRA | KP    | Clebinho      |
|   | BRA | KP    | Danilo Pires  |
|   | BRA | KP    | Élvis         |
|   | BRA | KP    | João Paulo    |
|   | BRA | KP    | Rodolfo       |
|   | BRA | KP    | Tony          |
|   | BRA | KP    | Yuri          |
|   | BRA | CS    | Emaxwell      |
|   | BRA | CS    | Erick Salles  |
|   | BRA | CS    | Marion        |
|   | BRA | CS    | Neto Baiano   |
|   | BRA | CS    | Pablo         |
|   | BRA | CS    | Zé Carlos     |